# Waterroofkevers
De waterroofkevers (Dytiscidae) zijn een familie van insecten uit de orde der kevers (Coleoptera). De soorten worden gekenmerkt door de aan het leven onder water aangepaste en roofzuchtige levenswijze.

## Kenmerken
Het ovale, platte lichaam is meestal zwart of donkerbruin met een lengte die varieert van 0,2 tot 5 cm.
Ze hebben een gestroomlijnde vorm: kop, borststuk (thorax) en achterlijf (abdomen) gaan vloeiend in elkaar over. De kop bevat lange voelsprieten (antennae) en sterke, scherpe kaken waarmee de prooi wordt gedood en opgegeten. Dankzij hun platte vorm kunnen ze gemakkelijk tussen waterplanten en onder stenen wegglippen. De voorste en middelste poten worden gebruikt om de prooi te grijpen en zich te verankeren in de bodem en de verbrede en afgeplatte achterpoten dienen om te zwemmen. Ze zijn meestal voorzien van een enkele of dubbele, in en uit scharnierende haarzoom.
De kevers kunnen buiten het water door deze aanpassingen meestal niet of slecht lopen, hoewel sommige soorten wel goed kunnen springen. Veel soorten hebben (achter)vleugels waarmee ze kunnen vliegen, hoewel niet alle soorten met vleugels dit kunnen.

## Leefwijze
Deze actieve rovers voeden zich met allerlei waterdiertjes, van watervlooien en muggenlarven tot jonge salamanders en kleine vissen. De larven hangen gekromd aan de waterspiegel te loeren op alles wat voorbijzwemt. Stekeltjes en jonge vis, bullekopjes en insectenlarven worden gegrepen met de kromme, doorborende kaken en uitgezogen.
Waterroofkevers ademen onder water met een soort aqualong. Daarvoor steken ze hun achterlijf net boven water en pompen lucht onder de dekschilden.

## Verspreiding en leefgebied
Deze familie komt wereldwijd voor in vrijwel alle denkbare zoetwaterhabitats, van zure vennen tot kalkmoerassen en van snelstromende beken tot voedselrijke stilstaande wateren.

## Taxonomie
De familie is als volgt onderverdeeld:
- Onderfamilie Agabinae - Thomson, 1867
- Onderfamilie Colymbetinae - Erichson, 1837
  - Tribus Anisomeriini - Brinck, 1948
  - Tribus Carabdytini - Pederzani, 1995
  - Tribus Colymbetini - Erichson, 1837
- Onderfamilie Copelatinae - Branden, 1885
- Onderfamilie Coptotominae - Branden, 1885
- Onderfamilie Dytiscinae - Leach, 1815
  - Tribus Aciliini - Thomson, 1867
  - Tribus Aubehydrini - Guignot, 1942
  - Tribus Cybisterini - Sharp, 1880
  - Tribus Dytiscini - Leach, 1815
  - Tribus Eretini - Crotch, 1873
  - Tribus Hydaticini - Sharp, 1880
  - Tribus Hyderodini - Miller, 2000
- Onderfamilie Hydrodytinae - Miller, 2001
- Onderfamilie Hydroporinae - Aubé, 1836
  - Tribus Bidessini - Sharp, 1880
  - Tribus Carabhydrini - Watts, 1978
  - Tribus Hydroporini - Aubé, 1836
  - Tribus Hydrovatini - Sharp, 1880
  - Tribus Hygrotini - Portevin, 1929
  - Tribus Hyphydrini - Gistel, 1848
  - Tribus Laccornini - Wolfe and Roughley, 1990
  - Tribus Methlini - Branden, 1885
  - Tribus Schistomerini  † - Palmer, 1957
  - Tribus Vatellini - Sharp, 1880
- Onderfamilie Laccophilinae - Gistel, 1848
  - Tribus Agabetini - Branden, 1885
  - Tribus Laccophilini - Gistel, 1848
- Onderfamilie Lancetinae - Branden, 1885
- Onderfamilie Matinae - Branden, 1885
- Onderfamilie Palaeogyrininae  † - Schlechtendal, 1894
- Onderfamilie Liadytiscinae  † - Prokin and Ren, 2010

## In Nederland waargenomen soorten
- Genus: Acilius
  - Acilius canaliculatus - (Gestreepte haarwaterroofkever)
  - Acilius sulcatus - (Gegroefde haarwaterroofkever)
- Genus: Agabus
  - Agabus affinis
  - Agabus biguttatus
  - Agabus bipustulatus - (Gewone snelzwemmer)
  - Agabus congener
  - Agabus conspersus - (Brakwaterkever)
  - Agabus didymus
  - Agabus guttatus
  - Agabus labiatus
  - Agabus melanarius
  - Agabus nebulosus
  - Agabus paludosus
  - Agabus striolatus
  - Agabus sturmii
  - Agabus uliginosus
  - Agabus undulatus - (Gegolfde beekkever)
  - Agabus unguicularis
- Genus: Bidessus
  - Bidessus grossepunctatus
  - Bidessus unistriatus
- Genus: Colymbetes
  - Colymbetes fuscus - (Bruine duiker)
  - Colymbetes paykulli
- Genus: Cybister
  - Cybister lateralimarginalis - (Tuimelaar)
- Genus: Deronectes
  - Deronectes latus
  - Deronectes platynotus
- Genus: Dytiscus
  - Dytiscus circumcinctus - (Brilgeelgerande waterroofkever)
  - Dytiscus circumflexus - (Gevlekte geelgerande waterroofkever)
  - Dytiscus dimidiatus - (Veengeelgerande waterkever)
  - Dytiscus lapponicus - (Noordse geelgerande waterkever)
  - Dytiscus latissimus - (Brede geelgerande watertor)
  - Dytiscus marginalis - (Geelgerande watertor)
  - Dytiscus semisulcatus - (Zwartbuikgeelgerande waterkever)
- Genus: Graphoderus
  - Graphoderus austriacus
  - Graphoderus bilineatus - (Gestreepte waterroofkever)
  - Graphoderus cinereus
  - Graphoderus zonatus - (Gordelwaterroofkever)
- Genus: Graptodytes
  - Graptodytes bilineatus
  - Graptodytes flavipes
  - Graptodytes granularis
  - Graptodytes pictus
- Genus: Hydaticus
  - Hydaticus leander
  - Hydaticus seminiger - (Grote plasduiker of Zijrandwaterroofkever)
  - Hydaticus transversalis - (Dwarsbandwaterroofkever)
- Genus: Hydroglyphus
  - Hydroglyphus geminus
  - Hydroglyphus hamulatus
- Genus: Hydroporus
  - Hydroporus angustatus
  - Hydroporus discretus
  - Hydroporus elongatulus
  - Hydroporus erythrocephalus
  - Hydroporus ferrugineus
  - Hydroporus fuscipennis
  - Hydroporus glabriusculus
  - Hydroporus gyllenhalii
  - Hydroporus incognitus
  - Hydroporus longicornis
  - Hydroporus longulus
  - Hydroporus marginatus
  - Hydroporus melanarius
  - Hydroporus memnonius
  - Hydroporus morio
  - Hydroporus neglectus
  - Hydroporus nigrita
  - Hydroporus notatus
  - Hydroporus obscurus
  - Hydroporus palustris - (Moeraswaterroofkevertje)
  - Hydroporus planus - (Dwergwatertor)
  - Hydroporus pubescens
  - Hydroporus rufifrons
  - Hydroporus scalesianus
  - Hydroporus striola
  - Hydroporus tessellatus
  - Hydroporus tristis
  - Hydroporus umbrosus
- Genus: Hydrovatus
  - Hydrovatus cuspidatus
- Genus: Hygrotus
  - Hygrotus confluens
  - Hygrotus decoratus
  - Hygrotus impressopunctatus
  - Hygrotus inaequalis
  - Hygrotus nigrolineatus
  - Hygrotus novemlineatus
  - Hygrotus parallellogrammus
  - Hygrotus versicolor
- Genus: Hyphydrus
  - Hyphydrus ovatus - (Eironde watertor)
- Genus: Ilybius
  - Ilybius aenescens
  - Ilybius ater
  - Ilybius chalconatus
  - Ilybius fenestratus - (Vensterwaterroofkever)
  - Ilybius fuliginosus
  - Ilybius guttiger
  - Ilybius montanus
  - Ilybius neglectus
  - Ilybius quadriguttatus
  - Ilybius subaeneus
- Genus: Laccophilus
  - Laccophilus hyalinus
  - Laccophilus minutus
  - Laccophilus poecilus
- Genus: Laccornis
  - Laccornis oblongus
- Genus: Liopterus
  - Liopterus haemorrhoidalis
- Genus: Nebrioporus
  - Nebrioporus canaliculatus
  - Nebrioporus elegans
- Genus: Oreodytes
  - Oreodytes sanmarkii - (Sanmark's beektorretje)
- Genus: Platambus
  - Platambus maculatus - (Gevlekte beekroofkever)
- Genus: Porhydrus
  - Porhydrus lineatus
- Genus: Rhantus
  - Rhantus bistriatus
  - Rhantus exsoletus
  - Rhantus frontalis
  - Rhantus grapii
  - Rhantus latitans
  - Rhantus suturalis - (Slijktor of Bepoederde waterroofkever)
  - Rhantus suturellus
- Genus: Scarodytes
  - Scarodytes halensis
- Genus: Stictotarsus
  - Stictotarsus duodecimpustulatus
- Genus: Suphrodytes
  - Suphrodytes dorsalis
  - Suphrodytes figuratus
- Genus: Yola
  - Yola bicarinata